# Stefán Kristjánsson (narciarz)
Stefán Kristjánsson  (ur. 30 czerwca 1924 w Ísafjörðurze, zm. 1 września 1990 w Reykjavíku) – islandzki narciarz alpejski, dwukrotny uczestnik zimowych igrzysk olimpijskich.
W pierwszym olimpijskim starcie, w 1952 w Oslo, uczestniczył w trzech konkurencjach: w zjeździe zajął 50. miejsce, w slalomie gigancie – 68. miejsce, natomiast w slalomie specjalnym nie zakwalifikował się do rundy finałowej. Cztery lata później, w 1956 w Cortinie d’Ampezzo, zajął 62. miejsce w slalomie gigancie, natomiast slalomu specjalnego nie ukończył.